# Klappmyts
Klappmyts eller blåssäl (Cystophora cristata) är ett djur som tillhör familjen öronlösa sälar och är den enda arten i släktet Cystophora. Den lever i Arktiska havet och i angränsande delar av Atlanten. Kännetecknande är en puckel på hannarnas nos.

## Utseende

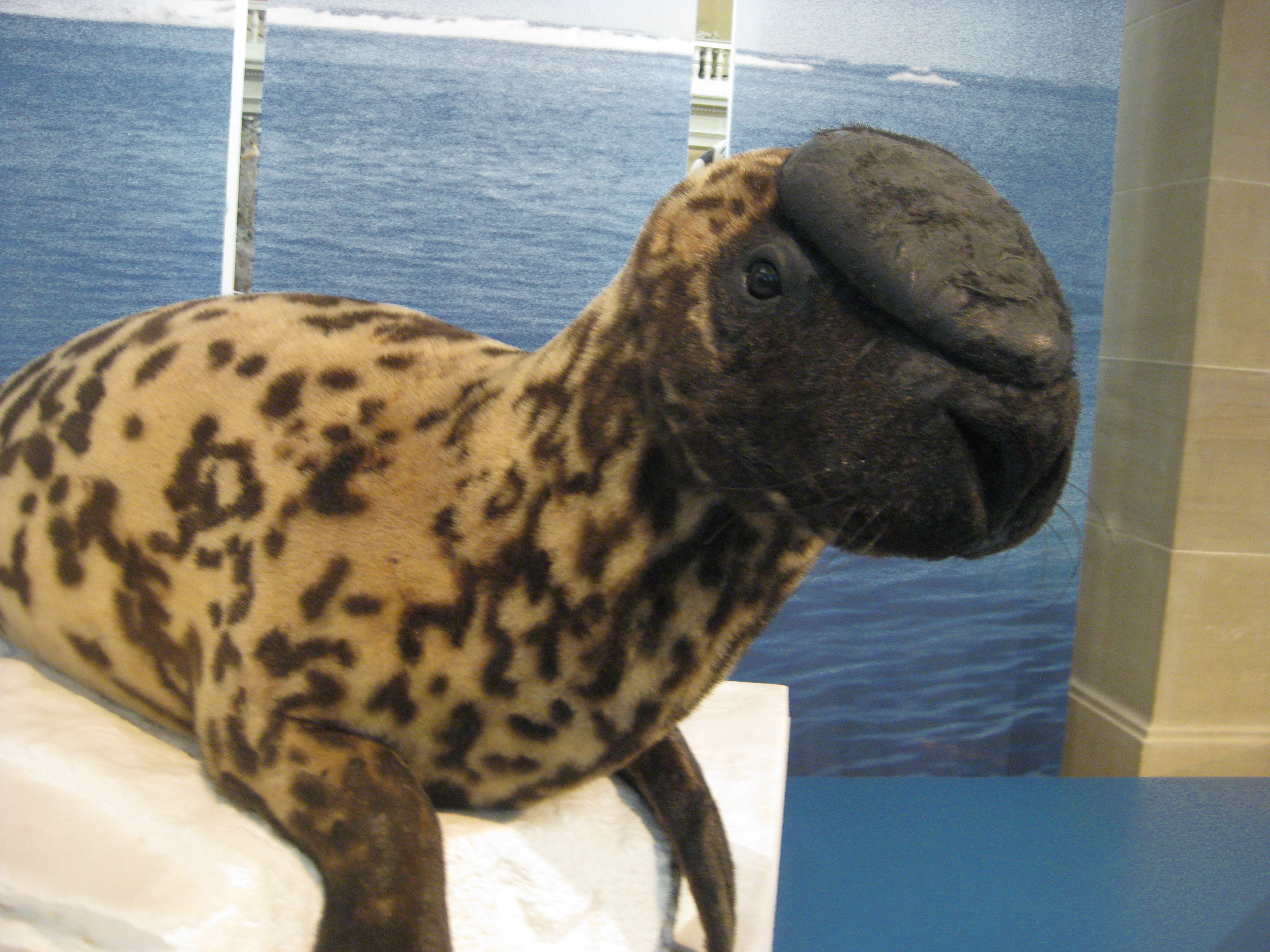
Uppstoppat exemplar av en hanne

Hannar blir mellan 2,5 och 2,7 meter långa och väger mellan 200 och 400 kg. Honor är med en längd av 2,0 till 2,2 meter och en vikt av 145 till 300 kg något mindre. Pälsen har en silverliknande färg med oregelbundna mörka fläckar. Huvudet är tydligt mörkare än kroppen och har inga fläckar. Bröst- och stjärtfenor är utrustade med klor. Hannarnas puckel bildas när hannen är cirka fyra år gammal och gör i uppblåst tillstånd att djurets huvud uppfattas som upp till fyra gånger större. Puckeln används för att imponera på, och skrämma bort, andra hannar under parningstiden.

## Utbredning och habitat
Klappmytsen lever på isflak norr och öster om Kanada samt vid Grönland, Svalbard och Island. Individer som kommit vilse har dock hittats norr om Alaska, nära Florida, vid floden Jenisejs mynning, i Storbritannien och Portugal.
Klappmytsen jagar vanligen i djupare delar av havet och vistas i områden med tätare packis än grönlandssälen som har ungefär samma utbredningsområde. På land vilar den bara tillfälligt.

## Ekologi
Individerna lever allmänt ensamma och de bildar inga kolonier. Trots detta koncentrerar de sig i fyra regioner vid parningen (mörkblå på kartan). Dessa ligger väster och öster om New Foundland, i Davis sund mellan Kanada och Grönland samt kring Jan Mayen öster om Grönland. Efter parningstiden jagar de i havet och mellan juni och augusti byter de päls. Sedan jagar de igen. Födan består av fisk, kräftdjur och bläckfisk.
Honor anländer i februari vid de ovan nämnda regionerna. De har vanligen ett avstånd av 50 meter från varandra. Djuren bildar inga flockar men när en hona fått ungar finns det alltid en hanne i närheten som skrämmer bort andra hannar. Hannarna slåss för rättigheten att skydda en hona genom att till exempel blåsa upp sin puckel eller bita rivalen. När ungdjuret är lagom stort parar sig honan med hannen som skyddat henne. En dominant hanne parar sig med två till fem honor. Klappmytsen diar sin unge vanligen bara 4 till 6 dagar, vilket är kortast av alla däggdjur. Trots det fördubblar ungdjuret sin vikt under denna tid. När honan lämnat platsen stannar ungarna kvar till april och de tappar åter ungefär 13 kg vikt. Individer av honkön blir könsmogna efter cirka 3 år och hannar först efter 6 till 7 år. Allmänt sker den första framgångsrika parningen hos 13 år gamla hannar. Livslängden går upp till 35 år.

## Klappmytsen och människor
På grund av dess tran och ungdjurets blå päls jagades klappmytsen hårt under 1800-talet och 1900-talet. Ännu på 1970-talet dödades cirka 36 000 individer årligen. Importen av klappmytsens päls stoppades i USA 1972 och i Europa i början av 1980-talet. Numera jagas uppskattningsvis ca 5000 djur per år. Beståndet har återhämtat sig och arten räknas inte längre som hotad. Populationen uppskattades 1993 med 500 000 till 600 000 individer.
Enligt 17 och 34 §§ artskyddsförordningen (2007:854) är det förbjudet att importera skinn av ungar av grönlandssäl och klappmyts. Jordbruksverket kan bevilja undantag från förbudet om det kan visas att skinnet kommer från sälar som har fångats eller dödats av inuiter vid traditionell säljakt. Sådan jakt anses inte utgöra något hot mot dessa sälarter. Det är ett förbud som införts för att uppfylla rådets direktiv (83/129/EEG) för att medverka till att skydda grönlandssäl och klappmyts.